# Фінляндія на літніх Олімпійських іграх 2024
Фінляндію на літніх Олімпійських іграх 2024 представляли п'ятдесят шість спортсменів у тринадцятьох видах спорту. Вперше за всю історію виступів на літніх Олімпійських іграх Фінляндія не зуміла здобути жодної медалі.